# Polyura falculus
Polyura falculus är en fjärilsart som beskrevs av Hans Fruhstorfer 1914. Polyura falculus ingår i släktet Polyura och familjen praktfjärilar. Inga underarter finns listade i Catalogue of Life.